# Deltochilum robustus
Deltochilum robustus är en skalbaggsart som beskrevs av Molano och González 2010. Deltochilum robustus ingår i släktet Deltochilum och familjen bladhorningar. Inga underarter finns listade i Catalogue of Life.